# 에드워드 마야
에드워드 마야(Edward Maya, 1986년 6월 29일 ~ )는 루마니아의 디스크자키이자 가수이다.